# Sección de vientos

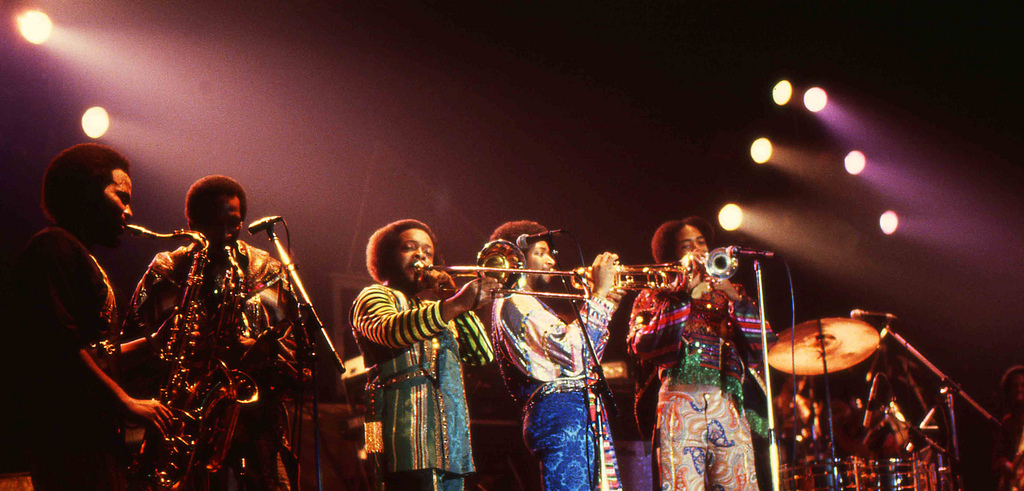
Sección de vientos Phenix Horns de Earth, Wind & Fire, durante un concierto en 1982

La sección de vientos, en el lenguaje de la música moderna, indica la sección de un grupo musical, compuesto por instrumentos de viento, casi siempre compuesto por una combinación de madera y metal.

## Composición

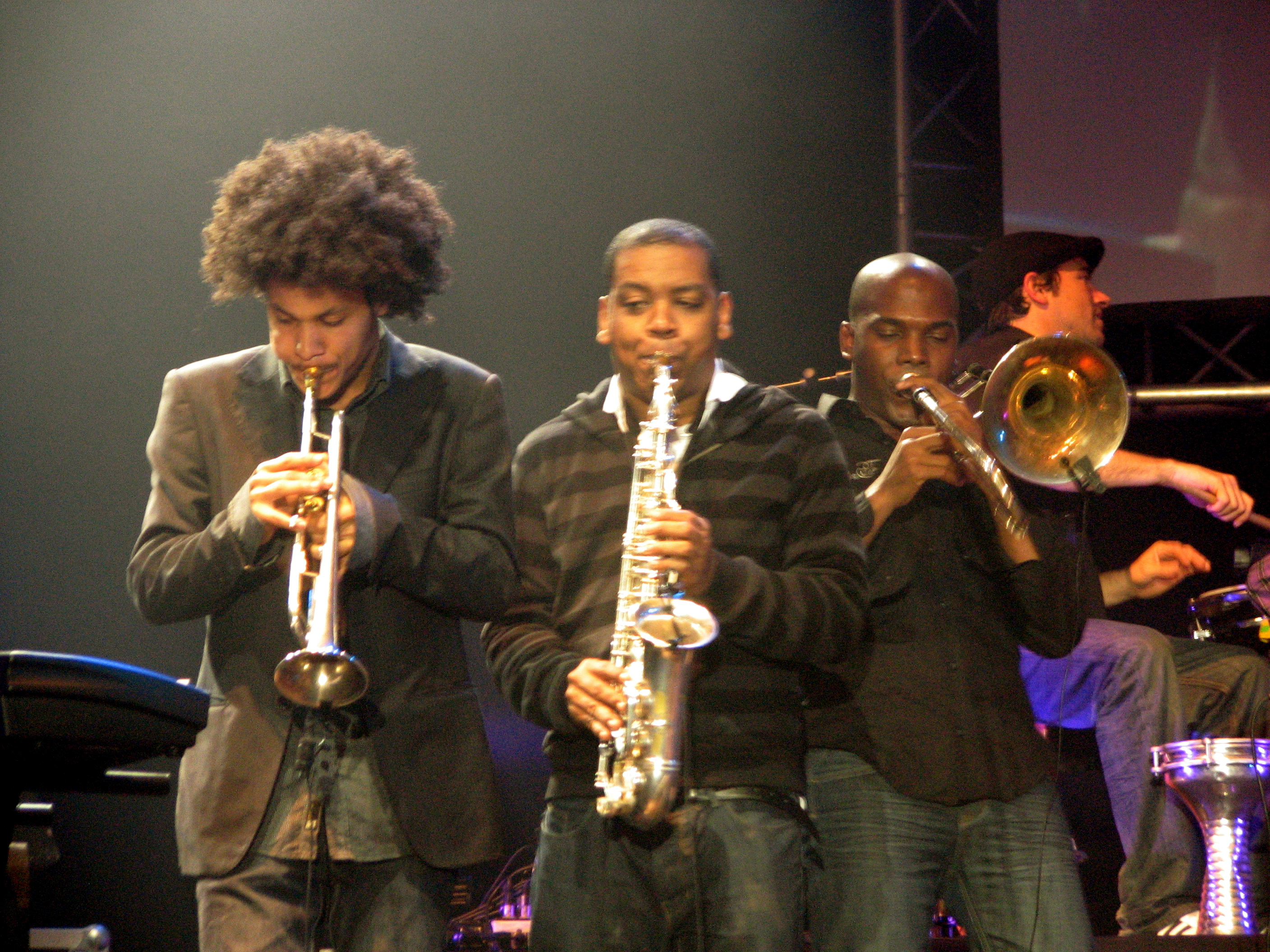
Sección de vientos de Ojos de Brujo en el 2008

La sección de vientos es una parte integral de varios géneros musicales como el jazz, R&B, blues, soul, funk, calipso, ska y góspel. La mayoría de las agrupaciones incluyen combinaciones de saxofones, trompetas y trombones. Más raramente, también hay otros instrumentos de viento como clarinetes o flautas. Otros géneros populares donde la sección de vientos se usa a menudo (pero más raramente que los anteriores) son el rock , la música pop y, en general, en la música latina.
Hay muchos grupos que se han distinguido por la presencia de su sección de vientos o se han convertido en un icono debido a sus presentaciones.
- Blood, Sweat & Tears
- Chicago
- Earth, Wind & Fire, cuya sección de vientos se llama Phenix Horns.[1]
- Lighthouse
- Madness
- The Blues Brothers
- Tower of Power